# 4538 (1988 TP)
4538 (1988 TP) је астероид главног астероидног појаса чија средња удаљеност од Сунца износи 2,423 астрономских јединица (АЈ).
Апсолутна магнитуда астероида је 13,3.